# USS Cowie (DD-632)
USS Cowie (DD-632/DMS-39) là một tàu khu trục lớp Gleaves được Hải quân Hoa Kỳ chế tạo trong Chiến tranh Thế giới thứ hai. Nó đã tham gia suốt Thế Chiến II, cải biến thành một tàu quét mìn cao tốc với ký hiệu lườn DMS-39, sống sót qua cuộc xung đột, ngừng hoạt động năm 1947 và bị tháo dỡ năm 1973. Nó là chiếc tàu chiến duy nhất của Hải quân Hoa Kỳ được đặt theo tên Chuẩn đô đốc Thomas Jefferson Cowie (1857-1936), người tham gia Chiến tranh Thế giới thứ nhất.

## Thiết kế và chế tạo
Cowie được chế tạo tại Xưởng hải quân Boston. Nó được đặt lườn vào ngày 18 tháng 3 năm 1941; được hạ thủy vào ngày 27 tháng 9 năm 1941, và được đỡ đầu bởi bà C. R. Robinson, con gái Chuẩn đô đốc Cowie và là phu nhân Đại tá Hải quân C. R. Robinson. Con tàu được cho nhập biên chế cùng Hải quân Hoa Kỳ vào ngày 1 tháng 6 năm 1942 dưới quyền chỉ huy của Thiếu tá Hải quân C. J. Whiting.

## Lịch sử hoạt động
Trình diện để phục vụ cùng Hạm đội Đại Tây Dương, Cowie khởi hành từ New York vào ngày 5 tháng 10 năm 1942 đi kèm bảo vệ cho tàu sân bay hộ tống Chenango (CVE-28) đi đến Norfolk, Virginia; rồi tham gia hoạt động tuần tra chống tàu ngầm ngoài khơi mũi Hatteras cho đến ngày 23 tháng 10, khi nó khởi hành từ cùng Lực lượng Đặc nhiệm 34 tham gia Chiến dịch Torch, cuộc đổ bộ lực lượng Đồng Minh lên Bắc Phi. Nó bảo vệ cho các tàu vận chuyển ngoài khơi Safi, Maroc từ ngày 8 đến ngày 13 tháng 11, rồi quay trở về New York vào ngày 25 tháng 11 để sửa chữa và bảo trì. Sau khi tiến hành huấn luyện cùng tàu ngầm ngoài khơi New London, nó lên đường làm nhiệm vụ hộ tống vận tải, bảo vệ hai đoàn tàu đi sang Casablanca từ ngày 12 tháng 12 năm 1942 đến ngày 28 tháng 4 năm 1943.
Khởi hành từ Norfolk để lại đi sang Bắc Phi vào ngày 8 tháng 6, Cowie rời Oran vào ngày 22 tháng 6 để tham gia Chiến dịch Husky, cuộc đổ bộ của lực lượng Đồng Minh lên Sicily thuộc Ý. Trong thành phần lực lượng tấn công, nó liên lạc với chiếc tàu ngầm trinh sát Anh Seraph (P219) vào ngày 9 tháng 7, dẫn đường cho lực lượng đổ bộ đi đến Scoglitti, nơi cuộc đổ bộ diễn ra từ ngày 9 đến ngày 13 tháng 7, rồi làm nhiệm vụ bắn pháo hỗ trợ cho lực lượng tấn công trên bờ. Nó là một trong những tàu chiến đã phản ứng nhanh chóng và hiệu quả, giúp ngăn chặn cuộc phản công của xe tăng Đức nhắm vào Trung đoàn 180 Bộ binh vào ngày 11 tháng 7. Quay trở về Oran vào ngày 16 tháng 7, nó làm nhiệm vụ hộ tống vận tải từ cảng này cho đến ngày 20 tháng 7, khi nó đi đến Bizerte để tuần tra. Chiếc tàu khu trục lên đường vào ngày 28 tháng 7 cho cuộc đổ bộ lên Palermo, hộ tống cho tàu tuần dương hạng nhẹ Philadelphia (CL-41) để bắn pháo hỗ trợ cho lực lượng Lục quân đổ bộ; rồi càn quét tàu bè của phe Trục tại khu vực giữa Palermo và mũi Milazzo từ ngày 31 tháng 7 đến ngày 1 tháng 8. Nó quay trở về Oran vào ngày 4 tháng 8, rồi lên đường tám ngày sau đó, về đến New York vào ngày 22 tháng 8.
Sau khi hộ tống một đoàn tàu vận tải đi Belfast, Bắc Ireland từ ngày 5 đến ngày 30 tháng 9 năm 1943, Cowie được đại tu tại New York trước khi quay trở lại nhiệm vụ hộ tống vận tải. Nó thực hiện thêm 18 chuyến đi vượt đại dương đến các cảng Anh và Địa Trung Hải cho đến ngày 5 tháng 5 năm 1945, khi nó đi vào Xưởng hải quân Boston để được cải biến thành một tàu quét mìn cao tốc. Nó được xếp lại lớp với ký hiệu lườn mới DMS-39 vào ngày 30 tháng 5 năm 1945.
Khởi hành từ Boston vào ngày 24 tháng 6, Cowie tham gia thực tập quét mìn tại Norfolk cho đến ngày 18 tháng 7, khi nó lên đường đi San Diego, California, đến nơi vào ngày 3 tháng 8. Sau khi xung đột kết thúc, nó lên đường từ San Diego vào ngày 29 tháng 8 để đi Okinawa, đến nơi vào ngày 27 tháng 9. Các hoạt động quét mìn tại Hoàng Hải và ngoài khơi Kobe và Wakayama, Nhật Bản khiến nó ở lại khu vực Viễn Đông cho đến ngày 25 tháng 3 năm 1946, khi nó rời Yokosuka để đi San Francisco, California, đến nơi vào ngày 11 tháng 4.
Cowie được xuất biên chế và đưa về lực lượng dự bị vào ngày 21 tháng 4 năm 1947, neo đậu tại San Diego. Vẫn trong tình trạng dự bị, nó được xếp trở lại ký hiệu lườn DD-632 vào ngày 15 tháng 7 năm 1955. Tên nó được cho rút khỏi danh sách Đăng bạ Hải quân vào ngày 1 tháng 12 năm 1970, và nó bị bán để tháo dỡ vào ngày 22 tháng 2 năm 1972.

## Phần thưởng
Cowie được tặng thưởng ba Ngôi sao Chiến trận do thành tích phục vụ trong Thế Chiến II.